# 霍頓維爾 (紐約州)
霍頓維爾（英語：Hortonville）是位於美國紐約州沙利文縣的普查規定居民點。

## 人口
根據2020年美國人口普查的數據，霍頓維爾的面積為1.96平方千米，皆為陸地。當地共有人口180人，而人口密度為每平方千米91.84人。